# Oxysternon palaemon
Oxysternon palaemon är en skalbaggsart som beskrevs av François Louis Nompar de Caumont de Laporte 1840. Oxysternon palaemon ingår i släktet Oxysternon och familjen bladhorningar. Inga underarter finns listade i Catalogue of Life.